# Kanton Nantes-10
Der Kanton Nantes-10 war von 1973 bis 2015 ein französischer Wahlkreis im Arrondissement Nantes, im Département Loire-Atlantique und in der Region Pays de la Loire; sein Hauptort war Nantes.

## Gemeinden
Der Kanton Nantes-10 umfasste südöstliche Viertel der Stadt Nantes und die Gemeinde Saint-Sébastien-sur-Loire.
| Gemeinde                  | Bretonisch            | Einwohner | Fläche (km²) | Code postal | Code Insee |
| ------------------------- | --------------------- | --------- | ------------ | ----------- | ---------- |
| Nantes (teilweise)        | Naoned                | 10.931    | 2,86         | –           | 44109      |
| Saint-Sébastien-sur-Loire | Sant-Sebastian-an-Enk | 25.655    | 11,66        | 44230       | 44190      |
| Kanton                    |                       | 36.586    | 14.52        | –           | 4450       |